# Bieg na 60 metrów

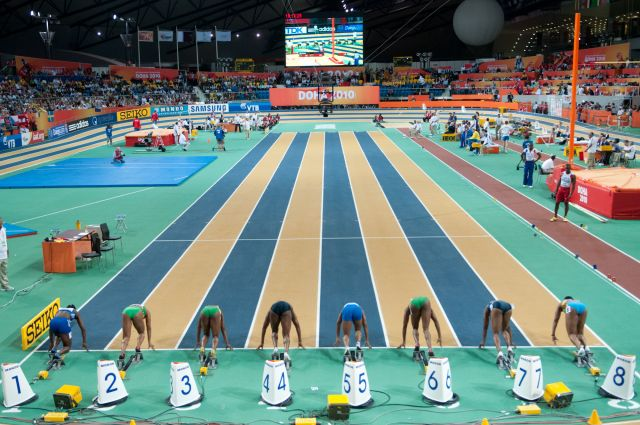
Start biegu finałowego na 60 m kobiet na Halowych Mistrzostwach Świata w Lekkoatletyce 2010 w Dosze

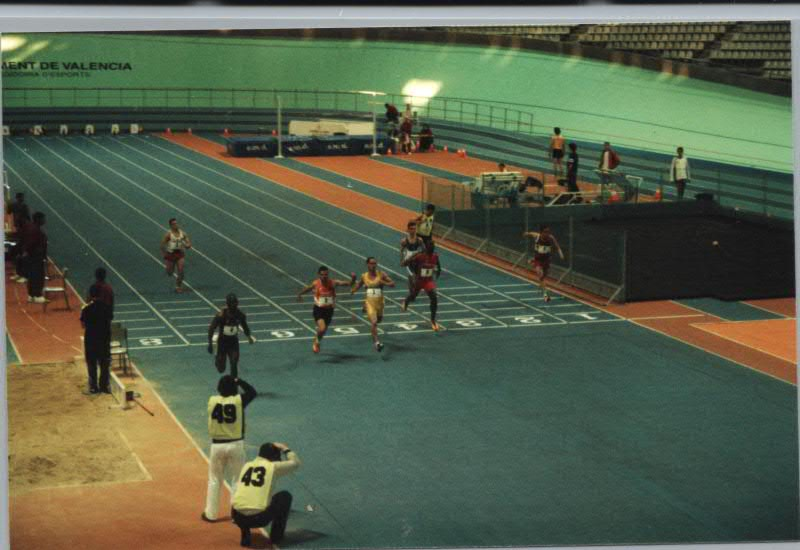
Finisz biegu na 60 m mężczyzn

Bieg na 60 metrów – konkurencja lekkoatletyczna, rozgrywana w zawodach halowych.
Najkrótszy bieg sprinterski (nie biorąc pod uwagę biegu na 50 m). Na tym dystansie odbywa się również bieg na 60 metrów przez płotki. Start z pozycji niskiej. Bieżnia usytuowana jest w centrum stadionu, w miejscu, gdzie na otwartym stadionie rozgrywane są rzuty. Rekord świata na tym dystansie należy od 18 lutego 2018 do Amerykanina, Cristiana Colemana i wynosi 6,34 s. Natomiast wśród kobiet najszybsza, z czasem 6,92 s, jest Rosjanka Irina Priwałowa. Rosjanka jest zdecydowanie najszybszą lekkoatletką w historii tego dystansu, 4 najlepsze wyniki w historii należą właśnie do niej.

## Najszybsi 60-metrowcy wszech czasów

### kobiety
(stan na 2 marca 2024)

### mężczyźni
(stan na 10 lutego 2023)